# Toumeyella sonorensis
Toumeyella sonorensis är en insektsart som först beskrevs av Cockerell och Arthur W. Parrott 1899.  Toumeyella sonorensis ingår i släktet Toumeyella och familjen skålsköldlöss. Inga underarter finns listade i Catalogue of Life.